# Oren Amiel
Oren Amiel (in ebraico אורן עמיאל‎?; 19 dicembre 1971) è un allenatore di pallacanestro ed ex cestista israeliano.

## Palmarès

### Allenatore

#### Squadra
- Campionato ceco: 3

ČEZ Nymburk: 2017-2018, 2018-2019, 2020-2021
- Coppa della Repubblica Ceca: 4

ČEZ Nymburk: 2018, 2019, 2020, 2021

#### Individuale
- Basketball Champions League Best Coach: 1

ČEZ Nymburk: 2019-2020